# Église Saint-Gervais-et-Saint-Protais d'Ozenay
Pour les articles homonymes, voir Église Saint-Gervais-Saint-Protais et Église Saint-Gervais.
L'église Saint-Gervais-et-Saint-Protais, bel ensemble d'architecture romane du XIIe siècle, est une église située sur le territoire de la commune d'Ozenay, dans le département français de Saône-et-Loire en région Bourgogne-Franche-Comté.

## Historique

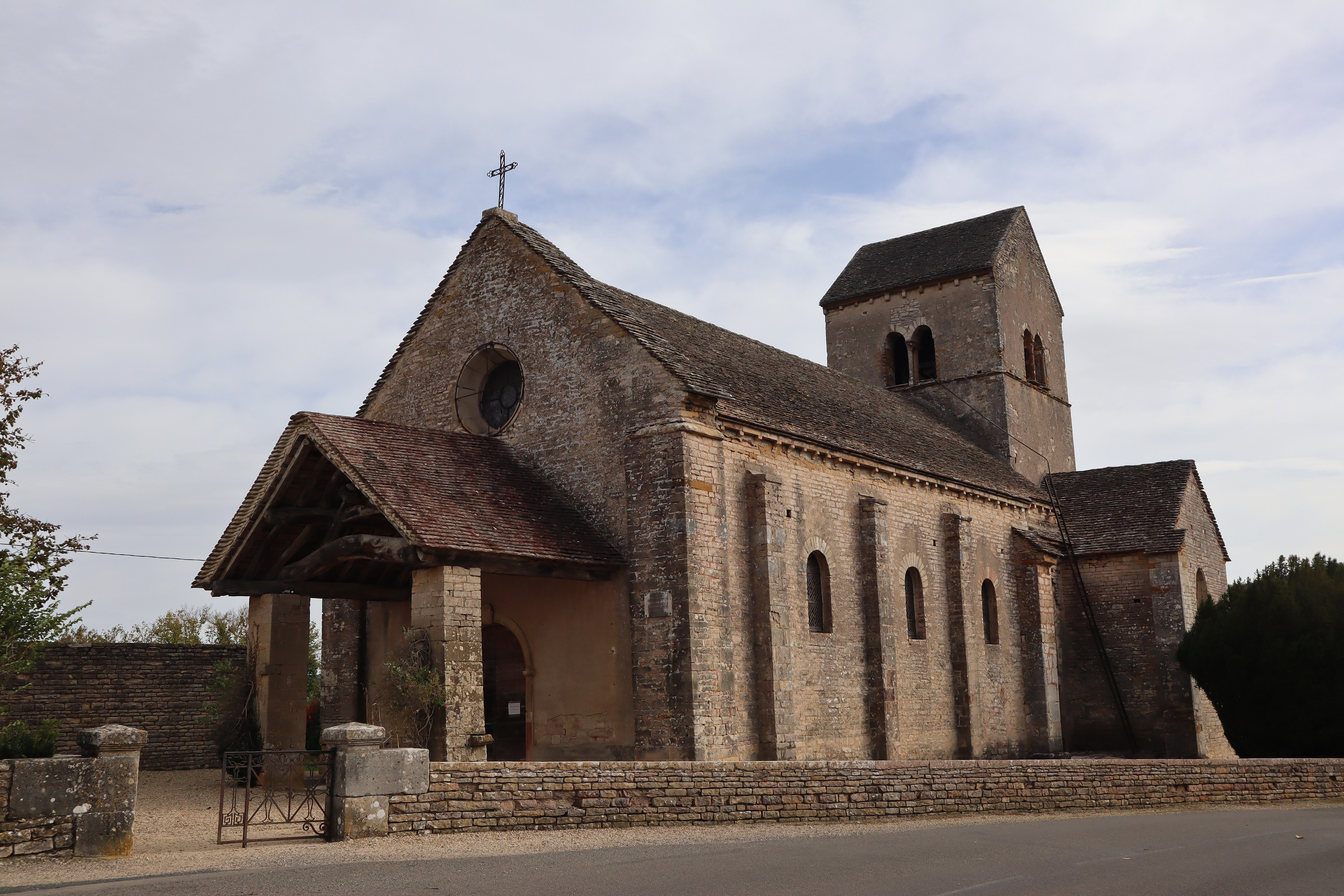

L'église Saint-Gervais-et-Saint-Protais d'Ozenay, qui a succédé à un premier édifice (cité en 950) dont il ne reste rien, a été érigée, semble-t-il, en deux phases. Au cours de la première, au milieu du XIIe siècle, a été bâtie la partie orientale de l'édifice, à savoir le chœur, le transept et la dernière travée de la nef. Les trois premières travées de la nef paraissent, quant à elles, avoir été érigées un peu plus tard, à la fin du siècle.
Elle a été remaniée par la suite, sans doute au XIIIe siècle : voûte coiffant la nef et beffroi du clocher.
De 1751, année d'une vaste rénovation, datent les dernières modifications importantes : construction d'une sacristie accolée au chevet, agrandissement des ouvertures et aménagement d'un porche à l'entrée de l'édifice (façade ouest), avec reprise du portail (clef de voûte sur laquelle est gravé : 1751).
Elle était autrefois entourée du cimetière du village (transféré hors du bourg au XIXe siècle, entre Ozenay et son important hameau de Gratay), comme le rappellent plusieurs pierres tombales encore visibles de nos jours ainsi qu'une croix de pierre – ancienne croix de cimetière – gravée sur son socle de l'inscription : O Crux Ave.

## Classement
Elle fait l'objet d'un classement au titre des monuments historiques depuis le 18 août 1931.
En 2020, ainsi que 126 autres lieux répartis sur le territoire du Pôle d'équilibre territorial et rural (PETR) Mâconnais Sud Bourgogne, l'église, qui relève de la paroisse de Tournus, a intégré les « Chemins du roman en Mâconnais Sud Bourgogne » et bénéficié de la pose d'une signalétique spécifique.

## Architecture
Les toitures sont en laves.
Le clocher est coiffé en bâtière. Carré, il présente sur les quatre faces à l'étage des baies géminées dont la colonnette centrale est surmontée d'un petit chapiteau orné de crochets. Il renferme une cloche bénite en 1814 par M. Passerat, curé d'Ozenay.

## Mobilier
L'autel principal, de forme trapézoïdale, est en marbre rose incrusté de panneaux gris avec en son centre un médaillon noir. Son emmarchement est orné de pièces de marbres polychromes. L'autel secondaire méridional du XVIIIe siècle est, quant à lui, en marbre rose avec en fond une toile peinte. L'ancien autel nord en bois peint se trouve à l'entrée à gauche le long du mur. Un meuble de sacristie le remplace dans le transept nord.
De part et d'autre du retable baroque en bois foncé, du XVIIIe siècle sont visibles les statues des jumeaux saint Gervais et saint Protais, martyrisés au IIIe siècle. Tous deux vêtus de la dalmatique des diacres, ils brandissent la palme du martyre. À gauche, saint Gervais, mis à mort par le fouet, tient le livre de la Parole. À droite, saint Protais, mort décapité, est reconnaissable à son glaive.
A noter qu'il existe encore une chaire et un banc réservé au châtelain. L'église a également conservé ses stalles latérales.

## Culte
Édifice consacré du diocèse d'Autun relevant de la paroisse Saint-Philibert-en-Tournugeois (siège à Tournus) – qui en est affectataire au titre de la loi de 1905 –, l'église d'Ozenay est, plusieurs siècles après sa construction, un lieu de culte catholique.